# Função convexa

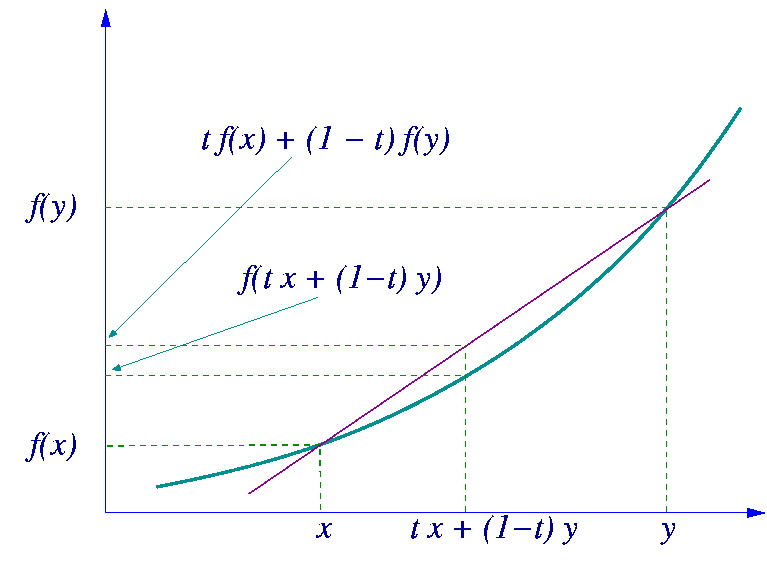
Gráfico de uma função convexa

Em matemática, uma função f de [a,b] em R é dita convexa se a região sobre o seu gráfico, ou seja, o conjunto:
{\displaystyle \{(x,y)\in \mathbb {R} ^{2}\,|\,y\geq f(x)\}}
For um conjunto convexo. Isto equivale a afirmar que, para quaisquer x e y pertencentes a [a,b] e para todo t ∈ [0,1], tem-se:
{\displaystyle f(tx+(1-t)y)\leq tf(x)+(1-t)f(y)}
Ou seja, uma função é convexa se a imagem pela função de qualquer combinação convexa entre dois pontos do domínio resulte em um valor que é no máximo igual à combinação convexa das imagens desses pontos. Uma função diz-se estritamente convexa se, para quaisquer x e y pertencentes a [a,b] e para todo t ∈ (0,1), se tiver:
{\displaystyle f(tx+(1-t)y)<tf(x)+(1-t)f(y)}

## Definição formal

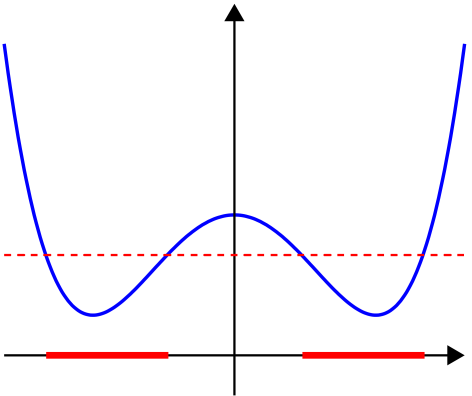
A function that is not quasiconvex: the set of points in the domain of the function for which the function values are below the dashed red line is the union of the two red intervals, which is not a convex set.

Seja {\displaystyle f:A\rightarrow \mathbb {R} }, definida no conjunto convexo {\displaystyle A\subseteq \mathbb {R} ^{N}}. Sejam também dois pontos x e y do domínio e a constante {\displaystyle \alpha \in \left[0,1\right]}. Então:
| A função será...                                           | Se e somente se... | Exemplo visual |
| ---------------------------------------------------------- | --- | -------------- |
| Convexa                                                    | {\displaystyle f(tx+(1-t)y){\color {Red}\leq }tf(x)+(1-t)f(y)} |                |
| Estritamente convexa                                       | {\displaystyle f(tx+(1-t)y){\color {Red}<}tf(x)+(1-t)f(y)} |                |
| Côncava                                                    | {\displaystyle f(tx+(1-t)y){\color {Red}\geq }tf(x)+(1-t)f(y)} |                |
| Estritamente côncava (e portanto também côncava)           | {\displaystyle f(tx+(1-t)y){\color {Red}>}tf(x)+(1-t)f(y)} |                |
| Quasicôncava                                               | {\displaystyle f\left[\alpha x+\left(1-\alpha \right)y\right]{\color {Red}\geq }\min\{f(x),f(y)\}} |                |
| Estritamente quasicôncava (e portanto também quasicôncava) | {\displaystyle f\left(x\right)\geq t}, {\displaystyle f\left(y\right)\geq t} e {\displaystyle x\neq y} implicarem necessariamente que {\displaystyle f\left[\alpha x+\left(1-\alpha \right)y\right]{\color {Red}>}t} |                |
| Quasiconvexa                                               | {\displaystyle f\left[\alpha x+\left(1-\alpha \right)y\right]{\color {Red}\leq }\max\{f(x),f(y)\}} |                |

## Propriedades das funções convexas
- Uma função convexa em [a,b] é sempre contínua em (a,b).
- Uma função contínua num intervalo I é convexa se e somente se:
{\displaystyle f\left({\frac {x+y}{2}}\right)\leq {\frac {f(x)+f(y)}{2}}} para qualquer x,y ∈ I.
- Uma função diferenciável é convexa num intervalo se e só se a sua derivada é monótona não decrescente nesse intervalo.
- Uma função continuamente diferenciavel de uma variável é convexa num intervalo, se e só se: 
{\displaystyle f(y)\geq f(x)+f'(x)(y-x)}, para todos x e y no intervalo.
- Uma função duas vezes diferenciável de uma variável é convexa num intervalo se e somente se, a sua segunda derivada é maior ou igual a zero em todo o intervalo.
- Se a sua segunda derivada é estritamente positiva então a função é estritamente convexa.
- Se uma função convexa possui um mínimo local, ele também será um mínimo global.
- Uma função estritamente convexa possui no máximo um mínimo.
- O máximo de funções convexas também é uma função convexa.

## Exemplos
- A função {\displaystyle f(x)=x^{2}} é convexa.
- A função {\displaystyle f(x)=e^{x}} é convexa.
- O valor absoluto é uma função convexa {\displaystyle \left(f(x)=|x|\right)}

## Extensões
Seja {\displaystyle \mathbb {V} } um espaço vetorial e {\displaystyle C} um conjunto convexo contido em {\displaystyle \mathbb {V} }, então um função {\displaystyle f:C\to \mathbb {R} } é dita convexa se:
{\displaystyle f(tx+(1-t)y)\leq tf(x)+(1-t)f(y)} para todo {\displaystyle t} em [0,1].
E estritamente convexa se:
{\displaystyle f(tx+(1-t)y)<tf(x)+(1-t)f(y)} para todo {\displaystyle t} em (0,1) e {\displaystyle x\neq y}.

### Exemplos
- Toda norma ou semi-norma é convexa, pela desigualdade triangular
- Todo funcional linear em {\displaystyle \mathbb {R} .} é convexo.

## Aplicações
- Funções convexas são amplamente utilizadas para demonstrar desigualdades tais como a desigualdade de Young.
- A convexidade desempenha um papel muito importante na aplicação de métodos variacionais para EDPs não-lineares.